# Chrysochloris
Chrysochloris é um gênero mamífero da família Chrysochloridae.

## Espécies
- Chrysochloris asiatica (Linnaeus, 1758)
- Chrysochloris visagiei Broom, 1950
- Chrysochloris stuhlmanni Matschie, 1894